# Turton (Dakota del Sud)
Turton è un comune degli Stati Uniti d'America, situato in Dakota del Sud, nella contea di Spink.

## Storia
Turton fu pianificata nel 1886. Prende il nome da Turton, in Inghilterra, la casa natale di uno dei primi coloni. Uno dei primi nomi della città era St. Paul. Un ufficio postale è in funzione a Turton dal 1887.